# Yuki Kunii
Yuki Kunii (國井 勇輝 Kunii Yūki?, 18 de febrero de 2003) es un piloto de motociclismo japonés que participa en el Campeonato del Mundo de Motociclismo en la categoría de Moto2 con el equipo Idemitsu Honda Team Asia.

## Resultados

### Asian Talent Cup

#### Carreras por año
(Carreras en negrita indica pole position, carreras en cursiva indica vuelta rápida)
| Año  | Bicicleta | 1      | 2      | 3       | 4      | 5      | 6      | 7      | 8      | 9        | 10        | 11     | 12     | Pos. | Pts. |
| ---- | --------- | ------ | ------ | ------- | ------ | ------ | ------ | ------ | ------ | -------- | --------- | ------ | ------ | ---- | ---- |
| 2016 | Honda     | THA1 6 | THA2 8 | QAT1 8  | QAT2 6 | MAL1 7 | MAL2 4 | CHN1 5 | CHN2 1 | JPN 1 1  | JPN 2 Ret | SEP1 3 | SEP2 9 | 6.º  | 142  |
| 2017 | Honda     | THA1 8 | THA2 5 | QAT1 NC | QAT2 1 | SUZ1 3 | SUZ2 1 | MAL1   | MAL2   | JPN 1 NC | JPN 2 1   | SEP1 3 | SEP2 3 | 5.º  | 142  |

### Red Bull MotoGP Rookies Cup

#### Carreras por año
(Carreras en negrita indica pole position, carreras en cursiva indica vuelta rápida)
| Año  | 1       | 2      | 3       | 4      | 5      | 6      | 7      | 8       | 9     | 10      | 11    | 12    | Pos. | Pts. |
| ---- | ------- | ------ | ------- | ------ | ------ | ------ | ------ | ------- | ----- | ------- | ----- | ----- | ---- | ---- |
| 2018 | JER1 11 | JER2 6 | ITA 1   | ASS    | ASS    | GER1   | GER2   | AUT Ret | AUT 9 | MIS Ret | ARA 6 | ARA 4 | 9.º  | 70   |
| 2019 | JER1 1  | JER2 2 | MUG Ret | ASS1 7 | ASS2 6 | SAC1 2 | SAC2 1 | RBR1    | RBR2  | MIS     | ARA1  | ARA2  | 7.º  | 109  |

### FIM CEV Moto3 Junior World Championship

#### Carreras por año
(Carreras en negrita indica pole position, carreras en cursiva indica vuelta rápida)
| Año  | Moto  | 1       | 2      | 3      | 4        | 5        | 6      | 7       | 8      | 9      | 10     | 11       | 12     | Pos. | Pts. |
| ---- | ----- | ------- | ------ | ------ | -------- | -------- | ------ | ------- | ------ | ------ | ------ | -------- | ------ | ---- | ---- |
| 2017 | Honda | ALB Ret | LMS 7  | CAT1 5 | CAT2 Ret | VAL1 8   | VAL2 4 | EST Ret | JER1   | JER1   | ARA 14 | VAL1 10  | VAL2 8 | 11.º | 57   |
| 2018 | Honda | EST 4   | VAL1 5 | VAL2 4 | FRA 5    | CAT1 Ret | CAT2 9 | ARA 11  | JER1 1 | JER2 4 | ALB 3  | VAL1 Ret | VAL2 5 | 6.º  | 125  |
| 2019 | Honda | EST 18  | VAL1 1 | VAL2 2 | FRA 1    | CAT1     | CAT2   | ARA 4   | JER1   | JER2   | ALB    | VAL1 6   | VAL2 9 | 7.º  | 100  |

### Asia Road Racing Championship

#### Carreras por año
(Carreras en negrita indica pole position, carreras en cursiva indica vuelta rápida)
| Año  | Moto  | 1     | 1     | 2     | 2     | 3       | 3     | 4     | 4     | 5     | 5     | 6     | 6     | Pos. | Pts. |
| Año  | Moto  | R1    | R2    | R1    | R2    | R1      | R2    | R1    | R2    | R1    | R2    | R1    | R2    | Pos. | Pts. |
| ---- | ----- | ----- | ----- | ----- | ----- | ------- | ----- | ----- | ----- | ----- | ----- | ----- | ----- | ---- | ---- |
| 2023 | Honda | CHA   | CHA   | SEP   | SEP   | SUG     | SUG   | MAN   | MAN   | ZHU   | ZHU   | CHA 5 | CHA 6 | 16.º | 21   |
| 2024 | Honda | CHA 4 | CHA 4 | ZHU 4 | ZHU C | MOT DNS | MOT 1 | MAN 2 | MAN 8 | SEP 1 | SEP 1 | CHA 3 | CHA 1 | 1.º  | 183  |

### 8 horas de Suzuka
| Año  | Equipo                  | Pilotos                     | Moto                 | Pos. |
| ---- | ----------------------- | --------------------------- | -------------------- | ---- |
| 2022 | SDG Team HARC-PRO Honda | Sodo Hamahara Daijirō Hiura | Honda CBR1000RR-R SP | 6.º  |
| 2024 | SDG Team HARC-PRO Honda | Mario Aji Naomichi Uramoto  | Honda CBR1000RR-R SP | 9.º  |

### Campeonato del Mundo de Motociclismo
Sistema de puntuación de 1993 hasta 2022:
| Posición | 1.º | 2.º | 3.º | 4.º | 5.º | 6.º | 7.º | 8.º | 9.º | 10.º | 11.º | 12.º | 13.º | 14.º | 15.º |
| Puntos   | 25  | 20  | 16  | 13  | 11  | 10  | 9   | 8   | 7   | 6    | 5    | 4    | 3    | 2    | 1    |

Sistema de puntuación desde 2023 en adelante:
| Posición       | 1.º | 2.º | 3.º | 4.º | 5.º | 6.º | 7.º | 8.º | 9.º | 10.º | 11.º | 12.º | 13.º | 14.º | 15.º |
| Puntos         | 25  | 20  | 16  | 13  | 11  | 10  | 9   | 8   | 7   | 6    | 5    | 4    | 3    | 2    | 1    |
| Carrera sprint | 12  | 9   | 7   | 6   | 5   | 4   | 3   | 2   | 1   |      |      |      |      |      |      |

#### Por categoría
| Cat.  | Temporadas               | 1.er Gran Premio         | 1.er Podio               | 1.ª Victoria             | Carreras | Victorias | Podios | Poles | VR | Pts. | CM |
| ----- | ------------------------ | ------------------------ | ------------------------ | ------------------------ | -------- | --------- | ------ | ----- | -- | ---- | -- |
| Moto3 | 2019–2021                | República Checa 2019     |                          |                          | 31       | 0         | 0      | 0     | 0  | 15   | 0  |
| Moto2 | 2025-presente            | Tailandia 2025           |                          |                          | 3        | 0         | 0      | 0     | 0  | 0    | 0  |
| Total | 2019–2021, 2025-presente | 2019–2021, 2025-presente | 2019–2021, 2025-presente | 2019–2021, 2025-presente | 34       | 0         | 0      | 0     | 0  | 15   | 0  |

#### Por temporada
| Temp. | Cat.  | Moto  | Equipo                   | N.º | Carreras | Victorias | Podios | Poles | V.Rap | Pts. | Pos. |
| ----- | ----- | ----- | ------------------------ | --- | -------- | --------- | ------ | ----- | ----- | ---- | ---- |
| 2019  | Moto3 | Honda | Honda Team Asia          | 1   | 0        | 0         | 0      | 0     | 0     | 0    | NC   |
| 2020  | Moto3 | Honda | Honda Team Asia          | 15  | 0        | 0         | 0      | 0     | 0     | 0    | 27°  |
| 2021  | Moto3 | Honda | Honda Team Asia          | 15  | 0        | 0         | 0      | 0     | 0     | 15   | 25°  |
| 2025  | Moto2 | Kalex | Idemitsu Honda Team Asia |     |          |           |        |       |       | *    | *    |
| Total | Total | Total | Total                    | 34  | 0        | 0         | 0      | 0     | 15    |      |      |

#### Carreras por año
| Año  | Cat.  | Moto  | 1      | 2       | 3      | 4       | 5       | 6      | 7      | 8       | 9      | 10      | 11     | 12     | 13     | 14     | 15     | 16      | 17     | 18      | 19  | 20  | 21  | 22  | Pos. | Pts. |
| ---- | ----- | ----- | ------ | ------- | ------ | ------- | ------- | ------ | ------ | ------- | ------ | ------- | ------ | ------ | ------ | ------ | ------ | ------- | ------ | ------- | --- | --- | --- | --- | ---- | ---- |
| 2019 | Moto3 | Honda | QAT    | ARG     | AME    | SPA     | FRA     | ITA    | CAT    | NED     | GER    | CZE Ret | AUT    | GBR    | RSM    | ARA    | THA    | JPN     | AUS    | MAL     | VAL |     |     |     | NC   | 0    |
| 2020 | Moto3 | Honda | QAT 18 | SPA Ret | AND 16 | CZE Ret | AUT 26  | EST 22 | RSM 23 | ERM 25  | CAT 21 | FRA 20  | ARA 20 | TER 25 | EUR 17 | VAL 18 | POR 22 |         |        |         |     |     |     |     | 27.º | 0    |
| 2021 | Moto3 | Honda | QAT 16 | DOH 15  | POR 16 | SPA 14  | FRA DNS | ITA    | CAT 12 | GER Ret | NED 23 | EST 8   | AUT 18 | GBR 24 | ARA 17 | RSM EX | AME 25 | ERM Ret | ALG 20 | VAL Ret |     |     |     |     | 25.º | 15   |
| 2025 | Moto2 | Kalex | THA 19 | ARG 23  | AME 17 | QAT 24  | SPA 16  | FRA 22 | GBR 20 | ARA 22  | ITA 23 | NED Ret | GER 19 | CZE 23 | AUT    | HUN    | CAT    | RSM     | JPN    | INA     | AUS | MAL | POR | VAL | 30.° | 0    |

| Color     | Resultado                                                               |
| --------- | ----------------------------------------------------------------------- |
| Oro       | Ganador                                                                 |
| Plata     | 2.ª plaza                                                               |
| Bronce    | 3.ª plaza                                                               |
| Verde     | Finalizó en los puntos                                                  |
| Azul      | Finalizó sin puntos                                                     |
| Azul      | NC - No clasificado                                                     |
| Violeta   | Ret - No terminó (Carrera)                                              |
| Rojo      | DNQ - No se clasificó                                                   |
| Negro     | DSQ - Descalificado                                                     |
| Blanco    | DNS - No empezó (carrera)                                               |
| Blanco    | WD - Retirado (fin de semana)                                           |
| Blanco    | C - Carrera cancelada                                                   |
| Sin color | DNP - Inscrito pero no participó                                        |
| Sin color | INJ - Lesionado                                                         |
| Sin color | EX - Excluido                                                           |
| Estado    | Resultado                                                               |
| Negrita   | Pole position                                                           |
| Cursiva   | Vuelta rápida                                                           |
| †         | Abandona, pero clasifica al completar el porcentaje requerido para ello |